# Чжан Тяньсинь (лучник)
Чжан Тяньсинь (кит. 张天鑫; род. 10 сентября 1998 года) — китайский лучник-паралимпиец. Двукратный чемпион Паралимпийских игр.

## Биография
Начал заниматься стрельбой из лука в 2017 году в Ханчжоу.
В 2021 году принял участие на летних Паралимпийских играх-2020 в Токио в классе W1 в индивидуальном мужском и в смешанном командном турнире. В мужском турнире был третьим в квалификации с результатом 650 очков, но выбыл из турнира в четвертьфинале, проиграв турку Бахаттину Хекимоглу. В командном турнире выступал вместе с Чэнь Миньи. В квалификации они установили мировой рекорд (1290 очков). В полуфинале победили россиян Елену Крутову и Алексея Леонова, в финале — чехов Шарку Мусилову и Давида Драгонинского.
В 2024 году в Париже принял участие на летних Паралимпийских играх-2024. В мужском турнире в квалификации был первым, установив рекорд Паралимпийских игр — 674 очка. В четвертьфинале победил южноафриканца Шона Андерсона, в полуфинале проиграл соотечественнику Хань Гуйфэю. В матче за третье место победил итальянца Паоло Тонона и завоевал бронзовую медаль. В командном турнире вновь завоевал «золото» вместе с Чэнь Миньи. В квалификации китайцы были первыми, установив новый Паралимпийский рекорд 1324 очка. В полуфинале победили южнокорейцев Ким Ок Гым и Пак Хон Чо, в финале — чехов Шарку Мусилову и Давида Драгонинского.